# Vallonara
Vallonara è una frazione del comune italiano di Marostica, in provincia di Vicenza.
L'origine del nome deriva dalla fusione di "val+onara". Dal veneto "vałe" (IT: valle ) e "onaro" (IT: olmo ) letteralmente "valle olma" o valle degli olmi, molto probabilmente perché anticamente aveva una forte presenza di olmi.
Si trova a nord del capoluogo, lungo le propaggini meridionali dell'altopiano dei Sette Comuni.

## Storia
Il territorio appartenne alla Federazione dei Sette Comuni, all'interno delle contrade annesse.
Fu poi comune autonomo (con frazioni Pradipaldo e Valle San Floriano), soppresso nel 1938.

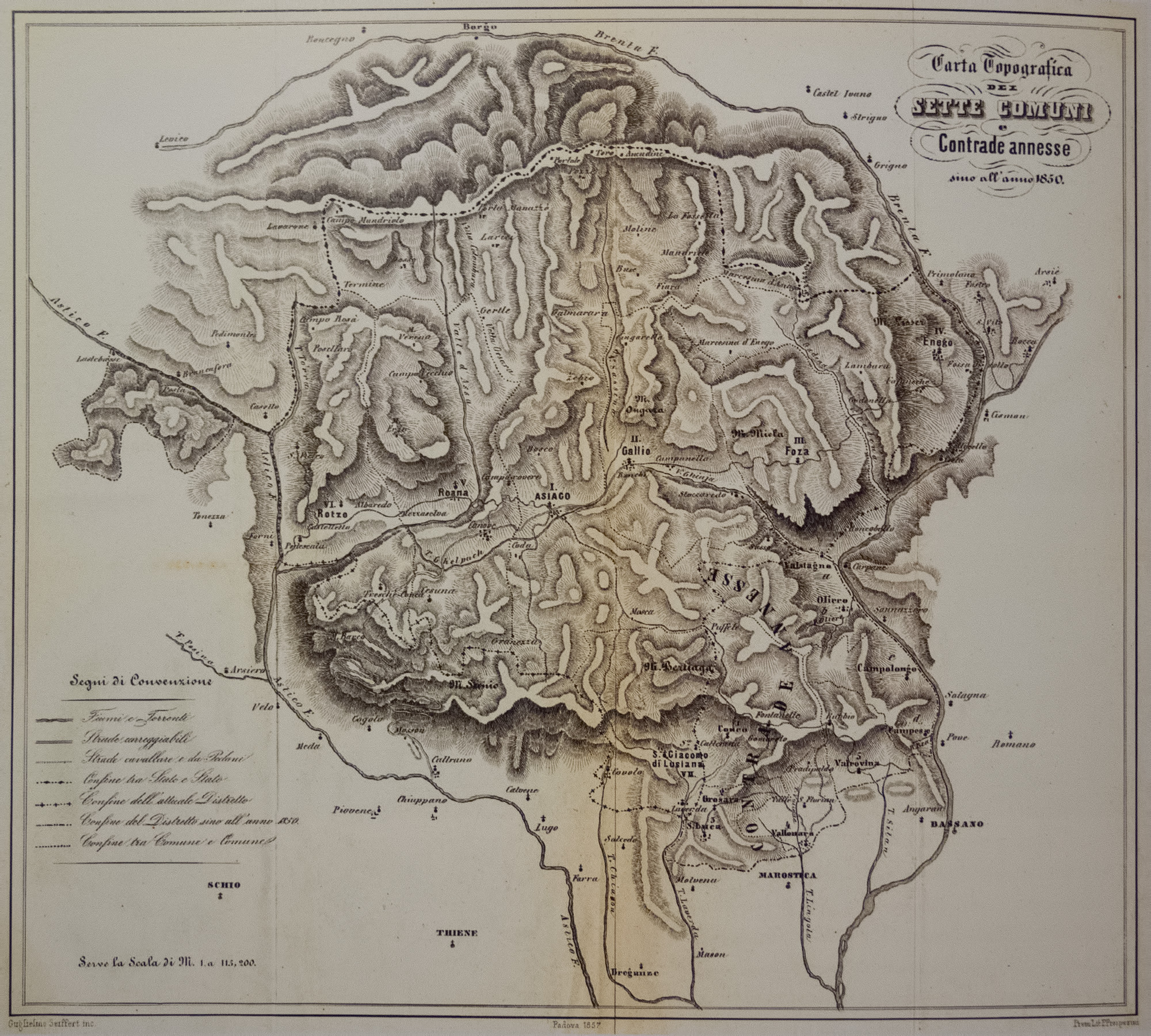
Carta topografica dei Sette Comuni (1850) sotto l'Impero austriaco: è indicato anche il vecchio comune di Vallonara (i cui confini sono visibili in cartina), che apparteneva ai Sette Comuni in qualità di "contrada annessa".

Durante la prima guerra mondiale Vallonara divenne un importante centro logistico del Regio Esercito, ospitando anche un gran numero di soldati tra cui i fanti della brigata Sassari (lo stesso Emilio Lussu cita Vallonara nel suo Un anno sull'Altipiano).